# Queilén
Queilén este un târg și comună din provincia Chiloé, regiunea Los Lagos, Chile, cu o populație de 5.164 locuitori (2012) și o suprafață de 223,9 km2.